# Universität für natürliche Ressourcen und Umwelt
Die Hanoi Universität für natürliche Ressourcen und Umwelt (vietnamesisch Đại học Tài nguyên và Môi trường Hà Nội, englisch Hanoi University of Natural Resources and Environment, kurz HUNRE) ist eine öffentliche Universität des Ministeriums für natürliche Ressourcen und Umwelt in der vietnamesischen Hauptstadt Hanoi. Die Universität ist eine der nationalen Schlüsseluniversitäten.

## Geschichte
Die Universität für natürliche Ressourcen und Umwelt von Hanoi wurde gemäß dem Beschluss des Premierministers Nr. 1583 / QD-TTg vom 23. August 2010 auf Grundlage der Modernisierung des Hanoi College für natürliche Ressourcen und Umwelt eingerichtet. Die Schule, die früher als Meteorologische Grundschule bekannt war, hat eine über 60-jährige Ausbildungstradition. Bisher ist die Universität eine multidisziplinäre Ausbildungseinrichtung mit der Aufgabe, hochwertige Humanressourcen für das Staatsmanagement im Bereich der natürlichen Ressourcen und der Umwelt an der Universität auf zentraler Ebene nach dem Aufbaustudium auszubilden.
Die Universität für natürliche Ressourcen und Umwelt von Hanoi ist eine öffentliche Hochschule im nationalen Bildungssystem, die dem Ministerium für natürliche Ressourcen und Umwelt unterstellt ist und der staatlichen Verwaltung der allgemeinen und beruflichen Bildung untersteht.
Zwischen 1955 und 2018 bildeten die Universität und ihre Vorgängerinstitutionen über 22.000 Ingenieure, Bachelor-Studenten, Fortgeschrittene, Grundschul- und Facharbeiter in den Bereichen Meteorologie, Hydrologie, Kartographie, Landmanagement, Umweltingenieurwesen, Umweltmanagement, Vermessung, Kataster und Informatik aus.

## Abteilung für Ausbildung

### Universität
- Landmanagement
- Management natürlicher Ressourcen und Umwelt
- Meeresmanagement
- Wasserressourcen-Management
- Verwaltung von Reisen und Reisedienstleistungen
- Betriebswirtschaft
- Klimawandel und nachhaltige Entwicklung
- Umwelttechnik
- Informationstechnologie
- Meteorologie
- Geodätische Technik - Karte
- Geologische Technik
- Marine Meteorologie
- Buchhalter
- Rohstoffökonomie
- Das Gesetz
- Hydrologie
- Englische Sprache
- Immobilien
- Marketing-Kommunikation
- Hotelmanagement
- Logistik und Supply Chain Management
- Biologische Anwendungen

### Hochschule
- Landmanagement
- Umwelttechnik
- Geodätische Ingenieurtechnik

### Universitäre Links
- Landmanagement
- Management von Umweltressourcen
- Umwelttechnik
- Informationstechnologie
- Buchhalter
- Meteorologie
- Geodätische Technik – Kartographie
- Hydrologie

### Gymnasium
- Umweltwissenschaft
- Geodätische Technik – Kartographie
- Hydrologie
- Landmanagement
- Natürliche Ressourcen und Umweltmanagement
- Meteorologie und Klimatologie
- Rechnungswesen (Hauptfach: Rechnungswesen, Wirtschaftsprüfung und Finanzanalyse)
- Bewirtschaftung von Inseln und Küstengebieten
- Klimawandel und nachhaltige Entwicklung

### Doktor
- Umweltwissenschaften